# Štatenberg
Štatenberg este o localitate din comuna Makole, Slovenia, cu o populație de 172 de locuitori.